# Vrbovačko Brdo
Vrbovačko Brdo je bivše naseljeno mjesto u Republici Hrvatskoj u općini Staro Petrovo Selo u Brodsko-posavskoj županiji.

## O naselju
Vrbovačko Brdo je bivše naselje u općini Staro Petrovo Selo postojalo do 1981., kada je pripojeno naselju Blažević Dol.

## Stanovništvo
Prema popisu stanovništva iz 1981. kada je bilo samostalno naselje Vrbovačko Brdo je imalo 4 stanovnika. 
| broj stanovnika |       |       |       |       | 35    | 98    | 51    | 138   | 246   | 271   | 234   | 52    | 4     |       |       |
|                 | 1857. | 1869. | 1880. | 1890. | 1900. | 1910. | 1921. | 1931. | 1948. | 1953. | 1961. | 1971. | 1981. | 1991. | 2001. |